# Bob Hopkins
Bob Hopkins, né le 3 novembre 1934, à Jonesboro, en Louisiane et mort le 15 mai 2015, à Bellevue, dans l'État de Washington est un ancien joueur et entraîneur américain de basket-ball. Il évolue aux postes d'ailier fort et de pivot.